# Zawila
Zawila ou Zawilah, Zwila, Zuila, Zweila, Zuweila, Zuwayla (arabe : زويلة) est une oasis et une ville située au sud-ouest de la Libye.
Elle fut au Moyen Âge un important centre commercial dont la principale activité fut le commerce des esclaves.

## Géographie
Zawila est située à environ 150 km à l'est de Mourzouq, au cœur du Fezzan, dans le Sahara libyen.

## Climat
Zawila possède un climat désertique chaud (classification de Köppen BWh) ; la température moyenne annuelle est de 22,9 °C. Au cours de l'année, il n'y a pratiquement aucune précipitation ; la moyenne des précipitations annuelles est de 6 mm.

## Histoire

### Antiquité
Dans l'Antiquité, la région de Zawila faisait partie du pays des Garamantes.

### Époque de la conquête arabe
D'après les historiens arabes Ibn 'Abd al-Hakam et Al-Baladhuri, Zawila fut conquise vers 643-644 par le général arabe Oqba Ibn Nafi (vers 662-663 selon Ibn al-Athir) ; elle fit dès lors partie du califat omeyyade.

### Époque abbasside
En 761-762, les troupes du calife abbasside Al-Mansur entrent à Zawila pour châtier les Berbères ibadites qui venaient de s'y réfugier après s'être emparés momentanément de Kairouan et de Tripoli : la population berbère ibadite est massacrée avec son chef 'Abd Allah ibn Hiyan al-Ibadi.
Au IXe siècle, le voyageur arabe Al-Yaqubi mentionne la présence à Zawila d'un marché où l'on vendait des esclaves originaires des régions bordant le Lac Tchad. La traite des Noirs se développera encore au Xe siècle sous l'impulsion des Banu Khattab, de la tribu berbère des Hawwara ; installés depuis longtemps dans la région de Barqa en Cyrénaïque, les Banu Khattab migrent vers le sud au début du Xe siècle et s'emparent en 918 de Zawila où ils fondent une dynastie. Cette dynastie des Banu Khattab dominera pendant deux siècles l'extrémité nord de la grande route commerciale reliant la Libye au bassin du lac Tchad. Au XIe siècle, le géographe arabe Al-Bakri note que l'on exporte de Zawila des esclaves en Ifriqiya et dans les contrées voisines.

### Époque ottomane
Au cours du XVIe siècle, les Ottomans prennent pied au Fezzan et s'emparent, entre autres, de Mourzouq et de Zawila.

### Époque coloniale italienne
En 1912, Zawila fait partie du territoire cédé au royaume d'Italie lors de la guerre italo-turque, devenant une partie de la Libye italienne jusqu'à l'expulsion des Italiens en 1943, et la création du territoire du Fezzan, qui sera administré par les Français jusqu'en 1951.

### Époque de la Libye indépendante
Zawila fera par la suite partie du royaume de Libye de 1951 à 1969, puis de la Jamahiriya arabe libyenne de 1969 à 2011.

### Première Guerre civile libyenne
Depuis la guerre civile libyenne de 2011, la région de Zawila est le lieu d'affrontements entre Touaregs et Toubous,.